# Jean-René Lecerf
Pour les articles homonymes, voir Cerf (homonymie).
 (28 juillet 2017).
Jean-René Lecerf , né le 10 avril 1951 à Valenciennes (Nord), est un juriste et homme politique français. 
Sénateur du Nord de 2001 à 2015, il a été du 2 avril 2015 au 1er juillet 2021, Président du conseil départemental du Nord, où il siégea membre en tant que conseiller élu de 1988 à 2021. Il fut également maire de Marcq-en-Barœul et chargé d'enseignement de droit public à la faculté de droit de l'université de Lille II pendant près de 20 ans.

## Parcours politique

### Débuts avec Serge Charles
Jean-René Lecerf s'engage au sein du Rassemblement pour la République et s'implique dès le début des années 1980 dans le monde politique, en devenant l'assistant parlementaire de Serge Charles, député-maire RPR de Marcq-en-Barœul. Il deviendra à partir de 1983 son directeur de cabinet à la mairie de Marcq-en-Barœul, préférant s'implanter dans cette ville plutôt qu'à Roubaix, le nouveau maire de cette ville élu en 1983, André Diligent, ayant voulu lui aussi en faire son directeur de cabinet.
Il fera véritablement ses débuts en politique en gagnant les élections cantonales de 1988 sur le canton de Marcq-en-Barœul et en figurant sur la liste conduite par Serge Charles lors des élections municipales de 1989, liste qui l’emportera très largement dès le premier tour avec 59,11 % des suffrages. Élu conseiller municipal, il devient premier adjoint de Serge Charles. Au décès de ce dernier, en 1994, il prend sa succession à la tête de l'exécutif marcquois.
Un an plus tard, la liste qu'il conduit aux élections municipales réunit plus de 63 % des suffrages exprimés dès le premier tour. Il est dès lors reconduit dans ses fonctions de maire.
En tant que maire, il s'attache à développer des équipements de proximité, à la hauteur de la ville, tout en s'associant à une série de projets métropolitains et en entendant porter « une attention particulière aux quartiers défavorisés, où le chômage peut atteindre des records ».

### Ascension politique: conseil général du Nord
Élu conseiller général de Marcq-en-Barœul dès 1988, la victoire surprise de la droite aux élections cantonales de 1992 le fait accéder à la Première Vice-Présidence du Conseil général du Nord, où il est chargé de l'Enseignement, de l'Éducation et de la Culture, tandis que Jacques Donnay (RPR) devient président de l’institution.
Réélu conseiller général en mars 1994, en recueillant près de 60 % des suffrages au premier tour, il conserve sa première vice-présidence jusqu’en mars 1998, date à laquelle la gauche redevient majoritaire au sein de l’assemblée départementale. 
Au lendemain de la défaite de la droite, il devient le chef de file de l’opposition au Conseil général en étant élu président du groupe Union pour le Nord. 

### Communauté urbaine de Lille
Eu égard à l’accord politique de gestion de la Communauté urbaine de Lille, son élection à la tête de la mairie de Marcq-en-Barœul l’amène à devenir vice-président de la communauté, présidée à cette époque par Pierre Mauroy, avec lequel il entretient des rapports cordiaux.
Chargé de l’assainissement, il hérite de plusieurs dossiers importants dont celui de la dépollution de la Marque, rivière traversant notamment les villes de Marcq-en-Barœul et de Marquette. Travaillant en étroite collaboration avec les maires des communes concernées, il réussit à transformer l’image de cette rivière, autrefois bordée d’industries polluantes.
Ces fonctions l'amènent également à devenir dans le même temps administrateur de l'Agence de l'eau Artois-Picardie (1995-2001) puis Président de la commission des programmes de cet établissement public (1998-2001). Il sera enfin Vice-président de l'Espace naturel métropolitain de 1995 à 2001.

### Élection au Sénat
En septembre 2001, il mène la liste soutenue par le RPR et l’UDF aux élections sénatoriales. Malgré les nombreuses dissidences à droite, sa liste arrive en deuxième position, recueillant 902 voix de grands électeurs (16,27 %), derrière la liste socialiste conduite par Pierre Mauroy (29,99 %), et obtient deux sièges. Il est ainsi élu, comme sa colistière centriste Valérie Létard, Sénateur du Nord.
En 1992 déjà, lors des sénatoriales, il avait constitué avec certains de ses amis politiques, dont Alex Türk, une liste « décalée pour ne pas dire dissidente » face à la liste « officielle » RPR-UDF. « Ce fut une espèce de fronde des élus moins vieux, pour ne pas dire plus jeunes, pour démontrer aux formations politiques traditionnelles qu'elles devaient se renouveler de l'intérieur. À la stupéfaction générale, nous avons eu deux élus contre trois pour la liste officielle », soulignait-il à l'époque.
Touché par le cumul des mandats, il décidé d’abandonner son poste de conseiller municipal, laissant son fauteuil de maire à son premier adjoint, Bernard Gérard. Cette démission entraîne de facto son départ de la Communauté urbaine de Lille, n’étant plus membre d’un conseil municipal.

## Activités sénatoriales de 2001 à 2015

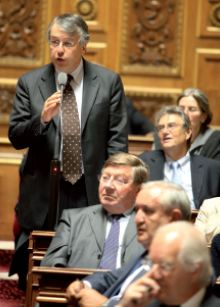
Jean-René Lecerf, lors d'une séance de questions au gouvernement au Sénat, en 2009.

Après avoir siégé d'octobre 2001 à juin 2002 au sein de la Commission des Affaires sociales, Jean-René Lecerf devient membre puis vice-président de la Commission des Lois du Sénat français. Il fut en outre membre du Haut conseil du secteur public de 2002 à 2004.
Il est de plus membre de la Commission des affaires européennes.
Il assume très rapidement un rôle important au sein de la Commission des Lois, en étant rapporteur d'un certain nombre de projets de loi importants, comme celui sur la création de la Haute Autorité de lutte contre les discriminations et pour l'égalité (HALDE) ou celui relatif à la prévention de la délinquance. En 2007, il devient rapporteur pour avis de la commission des Lois sur le programme "Administration pénitentiaires" des projets de loi de finances. 
Très impliqué dans les thématiques judiciaires, il est particulièrement investi sur la question des prisons, du droit d'asile ou de la lutte contre les discriminations. Il est notamment membre du Conseil supérieur de l'administration pénitentiaire depuis 2008 et siège à la Commission de suivi de la détention provisoire ainsi qu'à la Commission nationale de l'admission exceptionnelle au séjour. 
Il fait aussi partie des conseils d'administration de l'Office français de protection des réfugiés et apatrides (OFPRA) et du conservatoire de l'espace littoral et des rivages lacustres. Enfin, il est membre de la Cour de justice de la République.

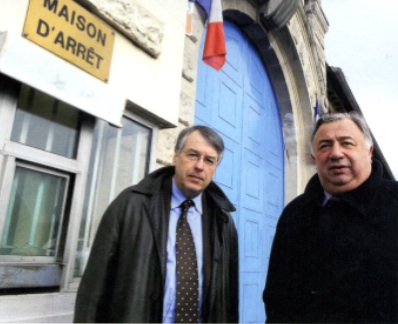
Jean-René Lecerf en compagnie de Gérard Larcher, président du Sénat, lors d'une visite de la prison de Loos en janvier 2009.

Il a été notamment Rapporteur de la loi pénitentiaire en mars 2009. Les débats autour de ce projet de loi ont d'ailleurs été l'occasion de désaccords entre le Gouvernement (représenté par Rachida Dati puis Michèle Alliot-Marie) et la majorité sénatoriale. Avec l'appui de ses collègues sénateurs de la Commission des Lois puis en Cour Mixte Paritaire, Jean-René Lecerf a réussi à sauvegarder notamment le principe de l'encellulement individuelle. Le Sénat avait en outre adopté les propositions de la Commission et de son rapporteur à l'unanimité. 
À l'automne 2009, il est Rapporteur sur la réforme du Conseil supérieur de la magistrature, qui vise à concrétiser la saisine par les justiciables du Conseil supérieur de la magistrature, saisine adoptée par le pouvoir constituant lors de la réforme constitutionnelle de juillet 2008.
Le 21 octobre 2009, il est nommé Rapporteur, pour le Sénat, du projet de loi tendant à amoindrir le risque de récidive criminelle et portant diverses dispositions de procédure pénale. Ce projet de loi découle notamment de la forte médiatisation autour de l'affaire Hodeau et de l'affaire Évrard. Très attentif au déroulement de ces affaires et ayant eu l'occasion de rencontrer Francis Évrard lors d'une visite à la prison de Sequedin, il dévoile un certain nombre de pistes afin de lutter contre la récidive, dont l'obligation de soins et de suivi médical. 
Le 1er novembre 2009, il cosigne avec 23 de ses collègues sénateurs, dont Jean-Pierre Raffarin, une tribune dans le Journal du dimanche intitulée "Pourquoi nous ne voterons pas la réforme de la taxe professionnelle". Il s'exprime à ce titre pour une plus grande cohérence dans les réformes des collectivités territoriales (s'occuper des compétences puis du financement de ces dernières) et pour une meilleure prise en compte de l'autonomie des collectivités territoriales.
En mai 2010, il codirige un rapport d'information sur les prisons et les malades mentaux, préconisant de mieux encadrer la responsabilité pénale de ces personnes et de répondre de manière plus adaptée à leur situation.
Le 27 juillet 2010, il dépose une proposition de loi relative à la protection de l'identité visant à "équiper les cartes nationales d'identité de puces électroniques sécurisées qui non seulement contiendront des données biométriques numérisées mais pourront également offrir à leurs titulaires de nouveaux services tel que l'authentification à distance et la signature électronique.". La pertinence technique de cette proposition a fait l'objet de critiques de différents médias en ligne,, d'autant que son dépôt précède de peu les démonstrations de vulnérabilité des puces électroniques sécurisées des cartes nationales anglaises et allemandes
En septembre 2010, lors d'une table ronde sur la sécurité aux journées parlementaires de l'UMP, il fait entendre son désaccord sur la politique sécuritaire menée par le gouvernement : il dénonce à ce titre l'inflation législative en la matière et la trop grande volatilité des lois dans ce domaine et critique le fait que le gouvernement remette en cause des lois à peine votées et qui ne sont pas encore en application en voulant faire précipitamment adopter d'autres lois.
Il soutient la réforme pénale de 2014, portée par Christiane Taubira avec qui il se dit « d'accord à 90% »,.
En novembre 2014, il présente avec Esther Benbassa (Europe Écologie Les Verts) un rapport intitulé "La lutte contre les discriminations : de l’incantation à l’action". Pour Malika Sorel, ancien membre du Haut Conseil à l’intégration, ces propositions sont « dangereuses » et ne feraient que contribuer à « l'exacerbation des tensions sur notre territoire ».
Jean-René Lecerf quitte le Sénat le 21 avril 2015 au profit de Patrick Masclet pour se consacrer à la présidence du conseil départemental du Nord.

## Élections sénatoriales de septembre 2011
Fort de son bilan sénatorial, il annonce le 25 juin 2011 qu'il sera candidat à sa réélection aux élections sénatoriales de septembre 2011. 
À cette occasion, il se présente à la tête d'une liste de rassemblement « de la famille humaniste de droite et du centre-droit » composée de Valérie Létard, sénatrice sortante (Nouveau Centre), ancienne ministre et président de la communauté d'agglomération de Valenciennes, Patrick Masclet, maire (UMP) d'Arleux, conseiller régional et président de l'Association des maires du Nord, Béatrice Descamps-Plouvier, maire (DVD) de Méteren et ancienne sénatrice et Alain Poyart, maire (UMP) d'Avesnes sur Helpe, conseiller général du Nord et ancien député. 
Bien que non investie par l'UMP, sa liste arrive en seconde position derrière la liste socialiste et, avec 18,34 % des voix, vire largement en tête des autres listes de droite, celles d'Alex Türk (10,35 %) et de Jacques Legendre (9,67 %). Seule sa liste parvient, à droite, à obtenir deux élus et à reconduire ses deux sortants.

## Élections municipales de mars 2014 à Lille
Il est la tête de liste UMP-UDI aux élections municipales de mars 2014, face à la maire sortante Martine Aubry. La liste de cette dernière l'emporte au second tour avec 52,05 % des voix, contre 29,71 % à celle de Jean-René Lecerf.

## Élections départementales de mars 2015
Jean-René Lecerf est réélu, dès le premier tour, lors des élections départementales en binôme avec Isabelle Frémaux dans le canton de Lille 2.
Il est élu président du conseil départemental du Nord le 2 avril 2015 par la nouvelle majorité UMP-UDI.

## Autres engagements nationaux et locaux
De 2011 à 2015, il préside le Haut comité français pour la défense civile.
Jean-René Lecerf s'est plusieurs fois illustré avec des prises de position allant à l'encontre de celle de son parti, assumant par exemple de faire un « front républicain » contre le FN en appelant à voter socialiste, voire communiste. En 2014, il se dit d'accord avec « 90 % » de la réforme pénale engagée par Christiane Taubira, et qui fait l'objet d'une forte opposition à l'UMP. Au niveau local, il s'est rapproché du recteur de la mosquée Al-Imane de Lille, Amar Lasfar, président de l'Union des organisations islamiques de France (UOIF), que la maire Martine Aubry accuse d'intégrisme et de double langage. En décembre 2015, il annonce qu'il ne renouvellera pas son adhésion au parti Les Républicains.
En novembre 2016, Jean-René Lecerf est chargé par Jean-Jacques Urvoas, ministre de la Justice, de la rédaction d'un livre blanc sur l'immobilier pénitentiaire. Jean-René LECERF rassemble alors plus de 50 personnalités spécialistes du sujet et d'horizons politiques différents pour lister 24 propositions et recommandations qu'il remet au Garde des Sceaux le 4 avril 2017. Parmi ces propositions figurent notamment la sanctuarisation de l'encellulement individuel, la régulation des flux d'incarcération par le développement des quartiers arrivants et des quartiers de préparation à la sortie, la valorisation du métier de surveillant, l'augmentation du temps d'activité au sein des maisons d'arrêt ou encore l'intégration des établissements pénitentiaires sur le territoire par l'implication des acteurs publics de proximité. 
Jean-René Lecerf est président de la commission des finances de l'Assemblée des Départements de France (ADF) depuis juin 2015, et membre du Comité des Finances Locales depuis avril 2017. Il est nommé à la Caisse nationale de solidarité pour l'autonomie (CNSA) le 17 mars 2022

## Mandats
- Au Conseil général puis départemental :
  - 1988 : élu conseiller général du canton de Marcq-en-Barœul.
  - 1994 : réélu conseiller général du canton de Marcq-en-Barœul avec 59,46 % des voix au premier tour.
  - 2001 : réélu conseiller général du canton de Marcq-en-Barœul avec 57,70 % des voix au premier tour.
  - 2008 : réélu conseiller général du canton de Marcq-en-Barœul avec 61,34 % des voix au premier tour.
  - 2015 : élu président du conseil départemental du Nord.

- À Marcq-en-Barœul :
  - 1989 : élu conseiller municipal sur la liste de Serge Charles. Devient par la suite premier adjoint.
  - 1994 : élu maire à la suite du décès de Serge Charles.
  - 1995 : réélu maire. La liste qu'il conduit obtient 63,76 % des voix au premier tour des élections municipales.
  - 2001 : réélu maire. La liste qu'il conduit obtient 58,48 % des voix au premier tour des élections municipales.

- À la Communauté urbaine de Lille :
  - 1994-2001 : Vice-président de LMCU

- Au Sénat :
  - 2001 : Tête de liste RPR-UDF aux élections sénatoriales de septembre. Sa liste obtient deux élus (Valérie Létard et lui-même). Touché par le cumul des mandats, il décide de démissionner de son mandat municipal, laissant son siège de maire à son premier adjoint, Bernard Gérard.
  - 2011 : réélu sénateur du Nord.